# Vuelo 6316 de Korean Air Cargo
El vuelo 6316 de Korean Air Cargo (KE6316/KAL6316) fue un vuelo de carga programado de Korean Air Cargo de Shanghái a Seúl. El 15 de abril de 1999, el McDonnell Douglas MD-11F que operaba la ruta, con matrícula HL7373, se estrelló en Xinzhuang, Shanghái, poco después de despegar del Aeropuerto Internacional de Shanghái-Hongqiao, falleciendo los tres tripulantes a bordo y otros cinco en tierra.

## Aeronave
La aeronave involucrada era un carguero McDonnell Douglas MD-11 con matrícula HL7373 y número de serie 48409, propulsado por tres motores Pratt & Whitney PW4460. Construido en febrero de 1992, este avión fue entregado a Korean Air el 24 de marzo de 1992 como avión de pasajeros. En 1996, fue convertido en carguero.

## Tripulación
La tripulación de vuelo estaba compuesta por un capitán, un copiloto y un ingeniero de vuelo. El capitán era Hong Sung-sil (en hangul, 홍성실; en hanja, 洪性實) (de 54 años), el primer oficial era Park Bon-suk (en hangul, 박본석; en hanja, 朴本錫) (de 35 años) y el ingeniero de vuelo era Park Byong-ki (en hangul, 박병기; en hanja, 朴炳基) (de 48 años).

## Accidente

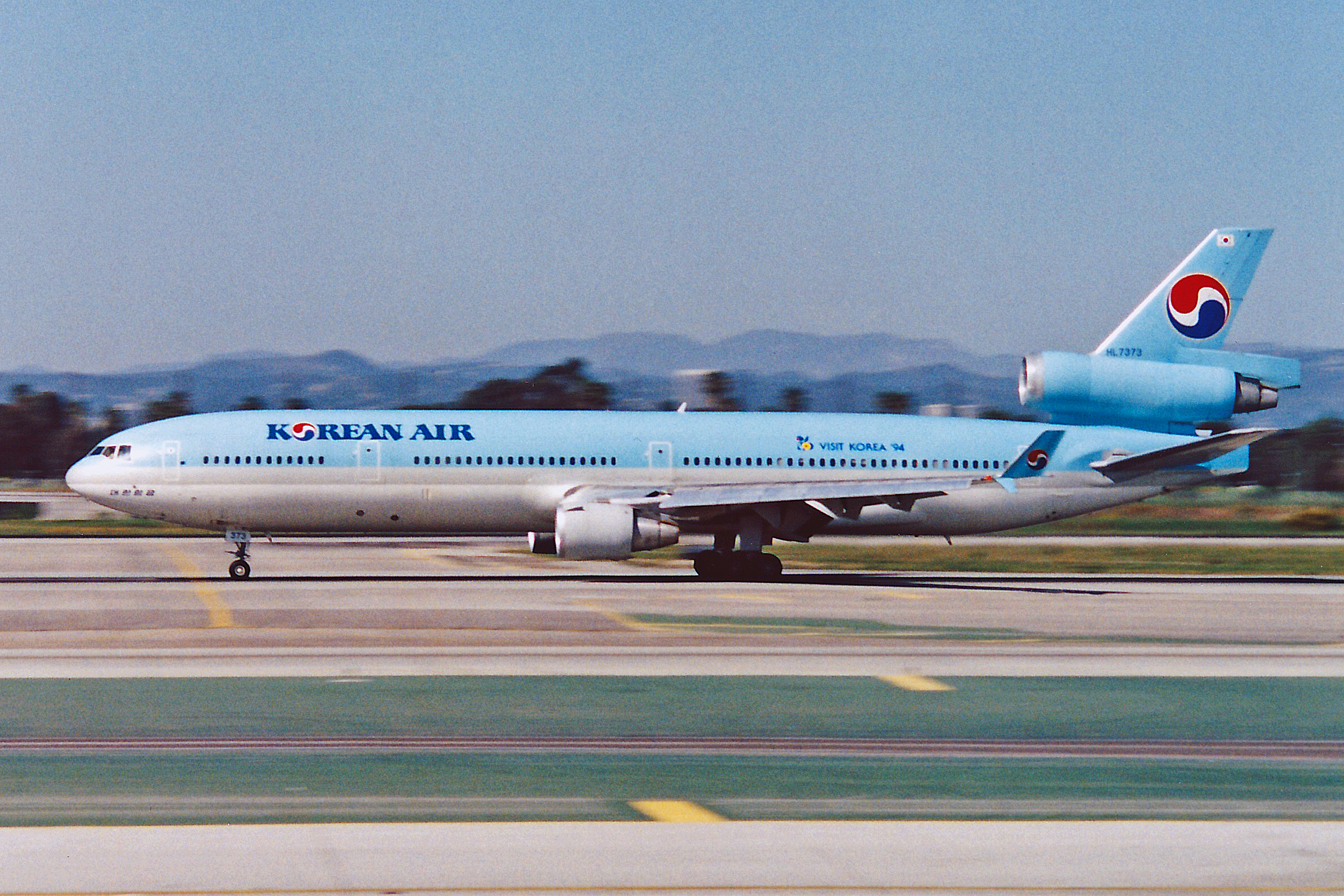
El avión involucrado en el accidente

Cargado con 86 toneladas de carga, el MD-11F que operaba el vuelo 6316 despegó del Aeropuerto Internacional de Shanghái-Hongqiao alrededor de las 4:00 p.m. Después de despegar, el MD-11F recibió autorización para ascender a 1500 metros (4921 pies) después de que el primer oficial se comunicara con la salida de Shanghái.
A medida que el avión ascendía a 4500 pies (1372 m), el primer oficial le dijo al capitán que la altitud requerida debía ser de 1500 pies (457 m), pensando que el avión estaba 3000 pies (914 m) demasiado alto. Por lo tanto, el capitán empujó la columna de control bruscamente hacia adelante, lo que provocó que el avión descendiera a más de 34 000 pies por minuto (173 m/s). A las 16:04, el avión se volvió incontrolable debido a la pronunciada caída en picado y finalmente se estrelló en una zona industrial en Xinzhuang, que está a 10 kilómetros (6 mi; 5 nmi) al suroeste del aeropuerto de Hongqiao. El avión impactó contra el suelo y explotó. Junto con los 3 tripulantes surcoreanos a bordo, también fallecieron 2 alumnos y 3 trabajadores migrantes en tierra. El accidente fue registrado por la cercana Administración de Terremotos de Shanghái, que indicó que las fuerzas del impacto habían generado un equivalente a un terremoto de magnitud 1,6.

## Investigación
La investigación del accidente estuvo a cargo de la Administración de Aviación Civil de China (CAAC). El 27 de abril de 1999, la investigación primaria no reveló evidencia de explosión ni falla mecánica antes del impacto. En junio de 2001, una investigación adicional realizada por la CAAC demostró que el primer oficial confundió la altitud requerida de 1500 metros (4921 pies) con 1500 pies (457 m), lo que provocó que el piloto tomara la decisión equivocada de descender.
En Corea del Sur, las altitudes de la aviación se miden en pies de acuerdo con la convención de la Organización de Aviación Civil Internacional (OACI).En Rusia, República Popular China y partes de Asia Central, incluyendo Mongolia, Uzbekistán, Kazajistán y otros miembros de la Comunidad de Estados Independientes (CEI), el vuelo nivelado por encima de la altitud de transición se realiza al nivel de vuelo asignado, con referencia a pies y autorizaciones dadas (p. ej., FL330). Sin embargo, las altitudes por debajo del nivel de transición se asignan en metros. Las aeronaves pueden volar a la altitud asignada utilizando un altímetro que indique la altitud en metros o, si están equipadas con altímetros que indiquen la altitud en pies, mediante la conversión de la altitud/nivel asignado.